# Diego Santa Cruz
Diego Anibal Santa Cruz Cantero (ur. 29 października 1982) jest paragwajskim piłkarzem występującym na pozycji pomocnika.

## Kariera klubowa
W trakcie swojej kariery reprezentował barwy takich klubów jak Club Olimpia, NK Zadar i Sportivo Luqueño.

## Kariera reprezentacyjna
Santa Cruz zaliczył dwa występy w reprezentacji Paragwaju do lat 17.

## Życie osobiste
Diego jest młodszym bratem napastnika Roque Santa Cruza i starszym bratem Julio Santa Cruza.